# Rumphi
Rumphi är en distriktshuvudort i Malawi. Den ligger i distriktet Rumhpi och regionen Northern Region, i den norra delen av landet. Rumphi ligger 1 084 meter över havet och antalet invånare är 20 727.
Terrängen runt Rumphi är huvudsakligen kuperad, men västerut är den platt. Den högsta punkten i närheten är 1 629 meter över havet, 2,9 km öster om Rumphi. Omgivningarna runt Rumphi är huvudsakligen savann.